# (185448) Nomentum
(185448) Nomentum est un astéroïde de la ceinture principale.

## Description
(185448) Nomentum est un astéroïde de la ceinture principale. Il fut découvert le 25 décembre 2006 à Vallemare Borbona par Vincenzo Silvano Casulli. Il présente une orbite caractérisée par un demi-grand axe de 3,09 UA, une excentricité de 0,07 et une inclinaison de 11,6° par rapport à l'écliptique.

## Compléments